# U 754
U 754 war ein deutsches U-Boot vom Typ VII C, das durch die deutsche Kriegsmarine während des Zweiten Weltkrieges im westlichen Atlantik eingesetzt wurde.

## Technische Daten
Ein U-Boot des Typs VII C hatte eine Länge von 67 m und eine Verdrängung von 865 m³ unter Wasser. Es wurde über Wasser von zwei Dieselmotoren angetrieben, die eine Geschwindigkeit von 17 kn gewährleisteten. Unter Wasser erbrachten zwei Elektromotoren eine Geschwindigkeit von 7 kn. Die Bewaffnung bestand bis 1944 aus einer 8,8-cm-Kanone und einer 2,0-cm-Flak an Deck sowie vier Bugtorpedorohren und einem Hecktorpedorohr. Am Turm führte U 754 beidseitig das Wappen von Oberösterreich.

## Einsatz und Geschichte
U 754 patrouillierte auf insgesamt drei Unternehmungen im westlichen Atlantik und direkt vor der nordamerikanischen Ostküste. Dabei versenkte Kommandant Oestermann 13 Schiffe.

### Versenkung
Ende Juli 1942 erzielte U 754 seine letzte Versenkung. Kommandant Oestermann ließ einen amerikanischen Trawler mit dem Bordgeschütz beschießen. Sieben amerikanische Fischer wurden durch den Beschuss verwundet und fünf getötet. Oestermanns U-Boot wurde drei Tage später durch eine Lockheed Hudson der kanadischen Luftstreitkräfte angegriffen. Die Brückenwache entdeckte die Hudson erst, als sich das Flugzeug bereits im Sturzflug befand, so dass der Bomber zielsicher vier Wasserbomben beim Boot platzieren konnte. U 754 tauchte nach einiger Zeit wieder auf, und die Hudson, die eine Stunde lang über dem Seegebiet gekreist hatte, nahm den Turm des U-Bootes unter Feuer. Nach einer Explosion mit ungeklärter Ursache sank U 754 schließlich am 31. Juli 1942 östlich von Boston. Die Hudson war das erste kanadische Flugzeug, das ein deutsches U-Boot vernichtete.